# Kaga-Bandoro
Kaga-Bandoro es una ciudad de la República Centroafricana, la capital de la prefectura económica Nana-Grebizi. Se encuentra a 245 km al norte de la capital del país, Bangui.
Es la sede de la diócesis católica de Kaga-Bandoro. Desde 2015 su obispo es un misionario polaco Tadeusz Kusy.El 5 de septiembre de 2024, el papa Francisco nombró al misionero comboniano P. Víctor Hugo Castillo Matarrita nuevo obispo de la diócesis.